# Meggle Group
Meggle Group er en tysk mejerikoncern med hovedkvarter i Wasserburg am Inn, Oberbayern.
Virksomhedens historie begyndte med etablering af et osteri i Attel i 1887.